# Analytische Menge
Analytische Mengen werden in den mathematischen Teilgebieten der Maßtheorie und der deskriptiven Mengenlehre betrachtet, es handelt sich um spezielle Teilmengen polnischer Räume. Sie sind allgemeiner als Borelmengen, haben aber noch gewisse Messbarkeitseigenschaften.

## Definition
Eine Teilmenge {\displaystyle A} eines polnischen Raums {\displaystyle X} heißt analytisch, falls es einen polnischen Raum {\displaystyle Z} und eine stetige Abbildung {\displaystyle f\colon Z\rightarrow X} gibt mit {\displaystyle f(Z)=A}. Kurz: Analytische Mengen sind stetige Bilder polnischer Räume.
Auch die leere Menge soll analytisch sein. Daher muss man entweder die leere Menge als polnischen Raum zulassen oder die leere Menge explizit hinzunehmen.

## Eigenschaften
- Abzählbare Vereinigungen und abzählbare Durchschnitte analytischer Mengen sind wieder analytisch.

- Komplemente analytischer Mengen sind im Allgemeinen nicht wieder analytisch.

- In einem polnischen Raum ist jede Borelmenge analytisch, die Umkehrung gilt im Allgemeinen nicht.

- Analytische Mengen haben die Baire-Eigenschaft.

- Jede analytische Menge ist Lebesgue-messbar.

## Projektionen von Borelmengen
Analytische Mengen lassen sich wie folgt als Projektionen von Borelmengen charakterisieren. Für zwei Mengen {\displaystyle X} und {\displaystyle Z} sei {\displaystyle \pi _{2}\colon Z\times X\rightarrow X} die Projektion auf die zweite Komponente. Für eine Teilmenge {\displaystyle A\subset X} eines polnischen Raums sind dann folgende Aussagen äquivalent:
1. {\displaystyle A} ist analytisch.
2. Es gibt einen polnischen Raum {\displaystyle Z} und eine abgeschlossene Menge {\displaystyle C\subset Z\times X} mit {\displaystyle A=\pi _{2}(C)}.
3. Es gibt einen polnischen Raum {\displaystyle Z} und eine Borel-Menge {\displaystyle B\subset Z\times X} mit {\displaystyle A=\pi _{2}(B)}.

Zum Beweis genügt es den Fall zu betrachten, dass {\displaystyle A\subset X} nicht leer ist.
Ist {\displaystyle A} analytisch, so ist definitionsgemäß {\displaystyle A=f(Z)} für eine stetige Funktion {\displaystyle f\colon Z\rightarrow X} auf einem polnischen Raum {\displaystyle Z}. Dann ist der Graph {\displaystyle G(f)\subset Z\times X} abgeschlossen und {\displaystyle \pi _{2}(G(f))=f(Z)=A}, womit der Schluss von 1. nach 2. gezeigt wäre. Da abgeschlossene Mengen Borelmengen sind, folgt 3. aus 2. Liegt schließlich 3. vor, so gibt es einen polnischen Raum {\displaystyle Y} und eine stetige Abbildung {\displaystyle f\colon Y\rightarrow Z\times X} mit {\displaystyle B=f(Y)}, denn Borelmengen sind analytisch. Dann ist {\displaystyle A=(\pi _{2}\circ f)(Y)} stetiges Bild eines polnischen Raums und daher analytisch.

## Trennungssatz für analytische Mengen
Der folgende Trennungssatz für analytische Mengen geht auf N. N. Lusin zurück:
- Es seien {\displaystyle X} ein polnischer Raum und {\displaystyle A_{1},\,A_{2}\subset X} zwei disjunkte analytische Mengen. Dann gibt es zwei disjunkte Borelmengen {\displaystyle B_{1},\,B_{2}\subset X} mit {\displaystyle A_{1}\subset B_{1}} und {\displaystyle A_{2}\subset B_{2}}.[3]

Folgerung: Eine analytische Menge {\displaystyle A\subset X} ist genau dann eine Borelmenge, wenn auch das Komplement {\displaystyle X\setminus A} analytisch ist.
Zum Beweis der Folgerung sei zunächst {\displaystyle A} Borelmenge. Dann ist auch {\displaystyle X\setminus A} Borelmenge und daher analytisch. Ist umgekehrt {\displaystyle X\setminus A} analytisch, so wende obigen Trennungssatz auf {\displaystyle A_{1}=A} und {\displaystyle A_{2}=X\setminus A} an. Wegen der Disjunktheit muss dann {\displaystyle A_{1}=B_{1}} sein, das heißt {\displaystyle A} ist eine Borelmenge.

## Der Baire-Raum
Ein spezieller polnischer Raum ist der Baire-Raum {\displaystyle {\mathcal {N}}:=\mathbb {N} ^{\infty }} mit der Produkttopologie. {\displaystyle {\mathcal {N}}} ist der Raum aller Folgen {\displaystyle {\vec {n}}=(n_{k})_{k}} natürlicher Zahlen, die Topologie wird zum Beispiel von der durch
{\displaystyle d({\vec {n}},{\vec {m}}):=2^{-n({\vec {n}},{\vec {m}})}}
definierten vollständigen Metrik erzeugt, wobei {\displaystyle n({\vec {n}},{\vec {m}})} der kleinste Index ist, an dem sich die beiden Folgen unterscheiden. Man kann zeigen, dass jeder (nicht-leere) polnische Raum ein stetiges Bild von {\displaystyle {\mathcal {N}}} ist. Aus der Definition der analytischen Menge ergibt sich daher unmittelbar:
- Eine nicht-leere Teilmenge {\displaystyle A} eines polnischen Raums {\displaystyle X} ist genau dann analytisch, wenn es eine stetige Abbildung {\displaystyle f\colon {\mathcal {N}}\rightarrow X} mit {\displaystyle f({\mathcal {N}})=A} gibt.

Mittels des Raumes {\displaystyle {\mathcal {N}}} kann man alle analytischen Mengen eines polnischen Raums als Projektion einer festen analytischen Menge erhalten. Es gilt folgender Satz:
- Sei {\displaystyle X} ein polnischer Raum. Dann gibt es eine analytische Teilmenge {\displaystyle A\subset {\mathcal {N}}\times X}, so dass

{\displaystyle \{x\in X\vert ({\vec {n}},x)\in A\}\quad {\text{für }}{\vec {n}}\in {\mathcal {N}}}
genau die analytischen Mengen von {\displaystyle X} durchläuft.
Wendet man diesen Satz auf {\displaystyle X={\mathcal {N}}} an, so kann man zeigen, dass 
{\displaystyle \{{\vec {n}}\vert ({\vec {n}},{\vec {n}})\in A\}} eine analytische Menge in {\displaystyle {\mathcal {N}}} ist, die keine Borelmenge ist.
Im Falle des Baire-Raums lässt sich jede analytische Menge bereits als Projektion einer abgeschlossenen Menge im {\displaystyle {\mathcal {N}}^{2}} darstellen, im Falle der reellen Zahlen und des Cantor-Raums {\displaystyle {\mathcal {C}}} reichen Projektionen abzählbarer Schnitte offener Mengen im {\displaystyle \mathbb {R} ^{2}} bzw. {\displaystyle {\mathcal {C}}^{2}}.

## Universelle Messbarkeit
Eine Teilmenge {\displaystyle T} eines Messraums {\displaystyle (X,{\mathcal {X}})} heißt universell messbar, wenn es zu jedem endlichen Maß {\displaystyle \mu } auf {\displaystyle (X,{\mathcal {X}})} Mengen {\displaystyle B_{1},\,B_{2}\in {\mathcal {X}}} gibt mit {\displaystyle B_{1}\subset T\subset B_{2}} und {\displaystyle \mu (B_{2}\setminus B_{1})=0}. Jede Menge aus {\displaystyle {\mathcal {X}}} ist universell messbar, denn in diesem Fall kann man {\displaystyle B_{1}=T=B_{2}} wählen. 
Offenbar bildet die Menge aller universell messbaren Mengen eine σ-Algebra, die nach dem gerade Gesagten die σ-Algebra {\displaystyle {\mathcal {X}}} umfasst.
Polnische Räume sind in natürlicher Weise Messräume, indem man sie mit der σ-Algebra der Borelmengen versieht, und bezüglich dieses Messraums ist universelle Messbarkeit in polnischen Räumen zu verstehen. Dann gilt:
- Jede analytische Menge eines polnischen Raums ist universell messbar.

Insbesondere ist also jede analytische Menge Lebesgue-messbar. Da es analytische Mengen gibt, die keine Borelmengen sind, ist die σ-Algebra der universell messbaren Mengen im Allgemeinen echt größer als die σ-Algebra der Borelmengen.

## Schnitte
Ist {\displaystyle f\colon X\rightarrow Y} eine surjektive Abbildung, so nennt man eine Abbildung {\displaystyle g\colon Y\rightarrow X} einen Schnitt von {\displaystyle f}, falls {\displaystyle f\circ g=\mathrm {id} _{Y}}. Die Existenz einer solchen Abbildung folgt leicht aus dem Auswahlaxiom, indem man mittels Surjektivität zu jedem {\displaystyle y\in Y} ein Urbild {\displaystyle x_{y}\in f^{-1}(\{y\})} wählt und {\displaystyle g(y)=x_{y}} setzt. Sind {\displaystyle X} und {\displaystyle Y} Messräume und ist {\displaystyle f} messbar, so stellt sich die Frage, ob man einen messbaren Schnitt {\displaystyle g} finden kann.
Zur Untersuchung dieser Frage nennen wir einen Messraum {\displaystyle (Y,{\mathcal {Y}})} abzählbar separiert, falls es eine Folge {\displaystyle (E_{n})_{n}} von Mengen aus {\displaystyle {\mathcal {Y}}} gibt, so dass zu je zwei verschiedenen Punkten aus {\displaystyle Y} stets ein {\displaystyle E_{n}} gefunden werden kann, das genau einen der beiden Punkte enthält.
Man nennt {\displaystyle (Y,{\mathcal {Y}})} einen analytischen Borelraum, falls er als Messraum isomorph zu einem Messraum {\displaystyle (A,{\mathcal {A}})} ist, wobei {\displaystyle A} eine analytische Teilmenge eines polnischen Raums {\displaystyle X} und {\displaystyle {\mathcal {A}}} die σ-Algebra der Durchschnitte der Borelmengen von {\displaystyle X} mit {\displaystyle A} ist. Mit diesen Begriffen gilt folgender Satz:
- Es seien {\displaystyle (X,{\mathcal {X}})} ein analytischer Borelraum, {\displaystyle (Y,{\mathcal {Y}})} ein abzählbar separierter Messraum und {\displaystyle f\colon X\rightarrow Y} eine messbare Abbildung. Dann gibt es einen {\displaystyle {\mathcal {U}}}-{\displaystyle {\mathcal {X}}}-messbaren Schnitt von {\displaystyle f}, wobei {\displaystyle {\mathcal {U}}} die σ-Algebra der bezüglich {\displaystyle (Y,{\mathcal {Y}})} universell messbaren Mengen sei.

Derartige Sätze spielen eine entscheidende Rolle in der Struktur- und Darstellungstheorie von Typ-I-C*-Algebren, wie im unten angegebenen Lehrbuch von W. Arveson ausgeführt wird, oder in der Disintegration von Von-Neumann-Algebren, wie sie etwa in zu finden ist.

## Historische Bemerkung
H. Lebesgue war in einer Veröffentlichung aus dem Jahre 1905 fälschlicherweise der Meinung, gezeigt zu haben, dass die Projektion einer Borelmenge der Ebene {\displaystyle \mathbb {R} ^{2}} auf die {\displaystyle x}-Achse wieder eine Borelmenge sei. M. J. Suslin hatte 1917 den darin enthaltenen Fehler aufgedeckt, die analytischen Mengen eingeführt und gezeigt, dass es analytische Mengen gibt, die keine Borelmengen sind.